# 荆杰
荆杰（1915年—1972年），原名荆其吉，男，奉天（今辽宁）辽中人，中华人民共和国政治人物，曾任辽宁省政协副主席。